# Accord franco-éthiopien du 29 janvier 1897

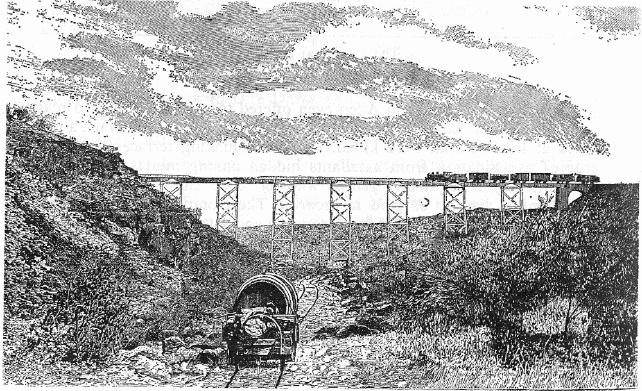
Le chemin de fer franco-éthiopien vers 1898, rendu possible par l'accord de 1897.

L'accord franco-éthiopien du 29 janvier 1897 est signé entre l'Empire éthiopien et la France. Le texte accorde à l'Éthiopie une libre circulation des biens par Djibouti faisant de la colonie française son principal débouché maritime ; par ailleurs le contrôle effectif français sur l'hinterland de Djibouti est réduit.

## Sources
- Harold G. Marcus, A History of Ethiopia, University of California Press, 2002, page 102